# Condròsids
Els condròsids (Chondrosiidae) són una família de l'ordre dels condròsides (Chondrosiida), un grup de demosponges de la subclasse dels Verongimorpha.

## Taxonomia
L'ordre Condrosiida inclou una sola família, amb dos gèneres i 10 espècies:
- Gènere Chondrosia Nardo, 1847

- Gènere Lacinia Selenka, 1867